# Steffi Kirchmayr
Stephanie Kirchmayr (Simbach am Inn, 24 januari 1985) is een Duitse golfprofessional. Ze woont in Neurenberg.
Steffi Kirchmayr werd in 2006 derde bij het Europees amateurkampioenschap. Ze zat in het nationale team en speelde in 2009 in het Europees Landen Team Kampioenschap.

Daarna studeerde bijna vier jaar aan het College of Charleston in South Carolina.  Daarna werkte ze een jaar in hotel-management voordat ze besloot toch professional golfer te worden. Haar beste ronde was een ronde van 9 onder par.

## Professional
Kirchmayr werd in januari 2012 professional en speelt op de Europese Tour (LET).